# СЭР Кашиас
СЭР «Кашиас» (порт. Sociedade Esportiva e Recreativa Caxias do Sul), либо полностью «Сосьедади Эспортива и Рекреатива Кашиас-ду-Сул» (Общество спорта и отдыха Кашиаса-ду-Сул), или просто «Кашиас» — бразильский футбольный клуб из города Кашиас-ду-Сул, штат Риу-Гранди-ду-Сул. Чемпион штата 2000 года, выступает в Серии D Бразилии.

## История
Клуб был основан 10 апреля 1935 года под названием Grêmio Esportivo Flamengo (Гремио Эспортиво Фламенго) при объединении двух команд — «Руй Барбоза» и «Риу-Бранку». С 4 сентября 1977 года клуб носит современное название. В 1971 году «Жувентуде» и ГЭФ из-за финансовых проблем объединились в клуб Associação Caxias de Futebol (Ассоциация Футбола Кашиаса). В 1975 году объединение распалось, и ГЭФ стал называться так, как и сейчас — СЭР Кашиас. В 1976 году «Кашиас» стал первым клубом своего штата (за пределами Порту-Алегри), который принял участие в Серии A чемпионата Бразилии. Аналогичногно достижения команда добилась в 1991 году, приняв участие в розыгрыше Кубка Бразилии.
В 2000 году СЭР Кашиас сумел стать чемпионом штата Риу-Гранди-ду-Сул единственный раз в своей истории. В начале 2000-х годов команда выступала в Серии B, затем — в Серии C (в последний раз в 2015 году). В 2021 году СЭР Кашиас играл в Серии D.
Самым главным и принципиальным соперником СЭР является другая команда из Кашиас-ду-Сул, «Жувентуде». Противостояние этих команд занимает второе место по значимости в штате Риу-Гранди-ду-Сул после классико Гре-Нал.

## Достижения
- Чемпион штата Риу-Гранди-ду-Сул (1): 2000
- Вице-чемпион штата Риу-Гранди-ду-Сул (3): 1990, 2012, 2020
- Чемпион Второго дивизиона Лиги Гаушу (2): 1953, 2016
- Обладатель Кубка Федерации футбола Гаушу (1): 2007